# منصور آقایی
منصور آقایی (متولد ۱۳ مرداد ۱۳۶۶ تبریز، ایران) سنگ‌نورد حرفه‌ای ایرانی در رشته بولدرینگ و سرطناب است و در حال حاضر مربیگری تیم ملی سنگ‌نوردی ایران را بر عهده دارد. همچنین او از سال ۲۰۱۲ مشغول تدریس در دانشگاه تبریز می‌باشد. آقایی در سال ۲۰۰۲ توانست در مسابقات قهرمانی نوجوانان و جوانان آسیا در مالزی صاحب مدال نقره شود.

## زندگی‌نامه
آقایی سنگ‌نوردی را از سن شش سالگی شروع کرد و ۲۵ سال سابقه سنگ‌نوردی دارد. برادر او نیز یک سنگنورد حرفه‌ای و مربی می‌باشد و او را در گذرانیدن دوره‌های مختلف یاری کرده است. او در سن نه‌سالگی توانست اولین مدال طلای مسابقات قهرمانی استان را کسب نماید و در سال ۲۰۰۲ در مسابقات قهرمانی نوجوانان و جوانان آسیا مدال نقره را به دست آورد و توسط رئیس‌جمهور وقت و مقام‌های استانی از او به عنوان ورزشکار نمونه تقدیر به عمل آمد.
وی در سال ۲۰۰۴ در المپیاد زیست‌شناسی ایران دوم شد. او که علاقه‌مند به مطالعه و تحقیق در زمینه سنگ‌نوردی بود، تحصیلات دانشگاهی خود را در رشته‌های تربیت بدنی (09.2006 - 01.2009)، فیزیولوژی ورزشی (09.2009 - 07.2011) و بیوشیمی ورزشی (09.2015 - 07.2018) در دانشگاه تبریز ادامه داد. او دوره‌های کارشناسی و کارشناسی ارشد را به عنوان دانشجوی برتر به پایان رساند و در سال ۱۳۹۷ جایزه بهترین مقاله را در اولین کنگره اوراسیایی علوم ورزشی که در دانشگاه تبریز برگزار می‌شد کسب کرد. آقایی به زبان‌های انگلیسی، روسی، فارسی، ترکی و آذری صحبت می‌کند.

## سمت‌ها
برخی از سمت‌هایی که او تا به حال داشته است به شرح زیر اند:
- ۱۳۹۱- مشاور آموزشی هیئت کوه‌نوردی و صعودهای ورزشی استان آذزبایجان شرقی
- ۱۳۹۲- مشاور آموزشی هیئت کوه‌نوردی و صعودهای ورزشی استان آذزبایجان شرقی
- ۱۳۹۳- مشاور آموزشی هیئت کوه‌نوردی و صعودهای ورزشی استان آذزبایجان شرقی
- ۱۳۹۴- مشاور آموزشی هیئت کوه‌نوردی و صعودهای ورزشی استان آذزبایجان شرقی
- ۱۳۹۵- مشاور آموزشی هیئت کوه‌نوردی و صعودهای ورزشی استان آذزبایجان شرقی
- ۱۳۹۶- مشاور آموزشی هیئت کوه‌نوردی و صعودهای ورزشی استان آذزبایجان شرقی
- ۱۳۹۷- مشاور آموزشی هیئت کوه‌نوردی و صعودهای ورزشی استان آذزبایجان شرقی
- ۱۳۹۷ - مسئول طراحی مسیر کمیته سنگ‌نوردی
- ۱۴۰۱ - دبیر تربیت بدنی مدارس استعداد درخشان  هیئت کوه‌نوردی و صعودهای ورزشی استان آذزبایجان شرقی[۱۸]
- ۱۳۹۷ - مربی تیم ملی سنگ‌نوردی جمهوری اسلامی ایران[۱][۲][۳][۴][۵][۶]

## مربیگری

### گواهینامه‌های مربیگری
- فدراسیون کوه‌نوردی و صعودهای ورزشی جمهوری اسلامی ایران - مربیگری درجه ۳ صعودهای ورزشی[۱۹]
- فدراسیون کوه‌نوردی و صعودهای ورزشی جمهوری اسلامی ایران - مربیگری درجه ۲ صعودهای ورزشی[۲۰]
- فدراسیون تنیس روی میز جمهوری اسلامی ایران - مربیگری درجه ۳ تنیس روی میز
- مربیگری درجه ۳ تناسب اندام

### تجربه‌های مربیگری[۱][۲][۳][۴][۵][۶]
| تیم/باشگاه           | از   | تا   |
| -------------------- | ---- | ---- |
| دانشگاه تبریز        | ۲۰۰۶ | حال  |
| باشگاه شهرداری       | ۲۰۱۲ | ۲۰۱۵ |
| گنجویان              | ۲۰۰۸ | ۲۰۱۲ |
| باشگاه شهر           | ۲۰۱۸ | حال  |
| باشگاه سنگ‌نوردی مرند | ۲۰۱۵ | ۲۰۱۷ |
| تیم ملی سنگ‌نوردی     | ۲۰۱۸ | حال  |

## طراحی مسیر

### گواهی‌های طراحی مسیر
- فدراسیون کوه‌نوردی و صعودهای ورزشی جمهوری اسلامی ایران – طراحی درجه ۳ صعودهای ورزشی[۲۱]

## عضویت تیم ملی
- تیم ملی نوجوانان
  - ۲۰۰۲ – مالزی، مسابقات قهرمانی نوجوانان و جوانان آسیا[۲۲][۲۳]
- تیم ملی
  - ۲۰۰۴ – چین، مسابقات قهرمانی آسیا

## رتبه‌بندی

### مسابقات قهرمانی نوجوانان و جوانان آسیا[۷][۸]
| انضباط | ۲۰۰۲ |
| ------ | ---- |
| سرطناب | ۲    |
| سرعت   | ۴    |

### مسابقات ملی[۱۰]
| انضباط | ۱۹۹۹ | ۲۰۰۰ | ۲۰۰۱ |
| ------ | ---- | ---- | ---- |
| سرطناب | ۲    | ۱    | ۳    |

### مسابقات بین‌المللی تبریز
| انضباط | ۲۰۰۴ |
| ------ | ---- |
| سرطناب | ۱    |

### مسابقات بین‌المللی باکو
| انضباط   | ۲۰۱۲ |
| -------- | ---- |
| سرطناب   | ۱    |
| بولدرینگ | ۳    |
| سرعت     | ۳    |

### مسابقات استان آذربایجان شرقی
| انضباط | ۱۹۹۶ | ۱۹۹۷ | ۱۹۹۸ | ۱۹۹۹ | ۲۰۰۰ | ۲۰۰۱ | ۲۰۰۲ | ۲۰۰۳ | ۲۰۰۴ | ۲۰۰۵ |
| ------ | ---- | ---- | ---- | ---- | ---- | ---- | ---- | ---- | ---- | ---- |
| سرطناب | ۱    | ۲    | ۱    | ۱    | ۲    | ۱    | ۱    | ۲    | ۱    | ۱    |